# 6690 Messick
A 6690 Messick (ideiglenes jelöléssel 1981 SY1) a Naprendszer kisbolygóövében található aszteroida. Brian A. Skiff fedezte fel 1981. szeptember 25-én.